# KBE 33–35
Die normalspurigen Tenderlokomotiven KBE 33–35 (in zweiter Besetzung) der Köln-Bonner Eisenbahnen (KBE) waren Dampflokomotiven für den gemischten schweren Betrieb und wurde von Henschel 1920 gebaut. Die Lokomotiven standen bis 1961 in Betrieb und wurde dann ausgemustert sowie verschrottet.

## Geschichte
Außer den D n2t-Lokomotiven von Hohenzollern beschafften die Köln-Bonner Eisenbahnen auch bei Henschel drei schwere Lokomotiven mit der Achsfolge D, die nach dem Nassdampf-Verfahren arbeiteten.
Zu Beginn trugen einige Lokomotiven vom Hohenzollern Typ Bonn noch die Bezeichnung 31–35. Alle Lokomotiven von diesem Typ erhielten jedoch die neue Bezeichnung 50–63, und die Henschel-Lokomotiven wurden als 33–35 in zweiter Besetzung bezeichnet. Die Leistung der Lokomotiven war gut, und sie besorgten vorrangig den schweren Rangierdienst in Vochem und Kendenich. Im Streckendienst waren die Lokomotiven nur selten anzutreffen. An der Führerhauswand trugen die Lokomotiven das Gattungszeichen T 4.
Im Betrieb waren die Lokomotiven bis Mitte der 1950er Jahre. 1954 wurde die Lok 34II an die Firma Kali und Salz abgegeben und trug dort die Bezeichnung 4. Ein Jahr später wurde die Lok 33II an das gleiche Unternehmen als Nummer 6 verkauft. Die Lok 35II fuhr bis 1958 bei der KBE und wurde dann ausgemustert und verschrottet. Die beiden K+S-Maschinen waren bis 1961 aktiv, dann wurden auch sie ausgemustert sowie verschrottet.

## Konstruktion
Der Blechrahmen war als Wasserkastenrahmen ausgebildet. Zusammen mit den beiden langen seitlichen Wasserkästen ermöglichte er der Lok das große Fassungsvermögen von 8 m³. Der Kohlenkasten war hinter dem Führerhaus platziert. Der Boden war ziemlich niedrig gehalten, was für den Heizer ungünstig war. Bei einer Länge über Puffer von 11.000 mm und einem Gesamtradstand von 4.200 mm besaß die Lokomotive große überhängende Massen, was einem Einsatz im Streckendienst eher verhinderte.
Der Kessel war mit Planrost und hochliegendem Blasrohr ausgestattet. Gespeist wurde er von zwei Injektoren mit einer Leistung von 125 l. Er war mit zwei Sicherheitsventilen der Bauart Henschel ausgerüstet. Die Heusinger-Steuerung war mit Flachschiebern ausgeführt. Diese Flachschieber bescherten der KBE viel Wartungsaufwand.